# Jef Mermans
Josephus Antoon Louisa (Jef) Mermans (Merksem, 16 februari 1922 – Wildert, 20 januari 1996) was een Belgische voetballer. Hij was een succesvol aanvaller en werd enkele malen topschutter in de Belgische competitie.
Mermans kon zich, net zoals veel van zijn leeftijdgenoten uit het Antwerpse, geen aansluitingskaart bij Antwerp FC veroorloven. Dus trok Mermans in 1932, op 10-jarige leeftijd, naar Tubantia Borgerhout. Het werd al gauw duidelijk dat Jef Mermans een neus voor doelpunten had en hij mocht meteen een reeks hoger gaan spelen. Ook daar had hij succes en scoorde veel doelpunten.
Dit bleef niet onopgemerkt en dus kwamen Beerschot VAV en Antwerp FC al snel eens informeren naar de jonge Mermans. Maar het was uiteindelijk RSC Anderlecht dat Mermans kon overnemen van Borgerhout. Anderlecht betaalde 125.000 frank voor Mermans, op dat moment een recordbedrag. Mermans bleef maar doelpunten maken en werd al gauw topschutter in België. Anderlecht kon dankzij het scorend vermogen van Jef Mermans ook eindelijk eens veel prijzen winnen. Al gauw stonden ook grote clubs uit de rest van Europa aan zijn deur, maar Mermans ging niet in op het aanbod van clubs zoals Racing Parijs, Torino, AS Roma, Lazio Roma en Atlético Madrid.
Na 15 seizoenen bij Anderlecht besloot hij om te vertrekken en terug te keren naar Merksem. Daar ging hij bij Olse Merksem spelen en hij sloot er uiteindelijk ook zijn carrière af.
Mermans werd topschutter in 1947 (38 doelpunten) en 1950 (37 doelpunten). In totaal scoorde hij 367 doelpunten voor RSC Anderlecht in 399 wedstrijden en hij is daardoor topscorer aller tijden bij Anderlecht, voor Paul Van Himst. Hij werd ook 7 maal landskampioen met Anderlecht. Na zijn voetbalcarrière ging hij aan de slag als gemeentebediende in Merksem.
Jef Mermans stierf in 1996, hij was toen net geen 74 jaar.

## Spelerscarrière
- Tubantia Borgerhout (1932-1942)
- RSC Anderlecht (1942-1957)
- Olse Merksem (1957-1960)

## Dorpslegende
Toen Mermans in 1957 van het grote Anderlecht naar de toenmalige 2e klasser Merksem trok stond deze ploeg op enkele speeldagen van het einde aan kop van de competitie. Mermans, die jaren op het hoogste niveau gespeeld had en het reilen en zeilen van 1e klassevoetbal kende, zou volgens de dorpslegende tijdens de rust van de beslissende wedstrijd in de kleedkamer het woord hebben genomen en zijn teamgenoten gesmeekt hebben om niet voluit voor promotie te gaan. Uiteindelijk zou de ploeg unaniem voor de kameraadschap en het plezier van het voetballen gekozen hebben in plaats van het geld en de status van eerste klasse.
Feit is dat Merksem dat jaar net naast het kampioenschap greep en Mermans hier ook zijn carrière afsloot.

## Stadion
Als eerbetoon aan Jef Mermans werd het stadion van het toenmalige OLSE Merksem (nu SC City Pirates) omgedoopt tot het Jef Mermans-stadion. Dit stadion van de huidige 3e klasser is gelegen in de Speelpleinstraat in Merksem.